# Plagiorhynchus (Plagiorhynchus) allisonae
Plagiorhynchus (Plagiorhynchus) allisonae is een soort in de taxonomische indeling van de Acanthocephala (haakwormen). De worm wordt meestal 1 tot 2 cm lang. Ze komen algemeen voor in het maag-darmstelsel van ongewervelden, vissen, amfibieën, vogels en zoogdieren.
De haakworm komt uit het geslacht Plagiorhynchus en behoort tot de familie Plagiorhynchidae. Plagiorhynchus (Plagiorhynchus) allisonae werd in 2002 beschreven door L. R. Smales.